# 梅姫
梅姫（うめひめ、? - 享保18年11月2日（1733年9月14日）は、江戸時代中期の女性。権中納言・日野西国豊の娘。福井藩主松平吉邦の正室。陽寿院。

## 生涯
結納が済んだ宝永4年（1707年）の翌宝永5年（1708年）3月、京都での宝永の大火によって禁裏御所や公家の邸宅の多くが炎上したため、5月上旬に家老が使者となって梅姫はいったん福井へ移った。その後8月下旬に女中46人（乗り物20挺、駕籠26挺）が付き従って中山道通りで江戸に入った。婚礼は、宝永5年9月13日（1708年10月26日）9月13日。
梅姫は、享保元年（1716年）頃から医師河野良以のすすめで塔ノ沢での湯治を希望し、流産や江戸屋敷の類焼をはさんでたびたび延期されたものの、享保4年（1719年）10月19日から11月18日にかけてようやく湯治の旅が実現した。
享保18年11月2日（1733年9月14日）、福井藩霊巌島屋敷において死去、天徳寺へ葬送。